# Rugby (Dakota Północna)
Rugby – miasto w Stanach Zjednoczonych, w stanie Dakota Północna, siedziba administracyjna hrabstwa Pierce.